# Schönberger Bach
Der Schönberger Bach ist ein etwa ein Kilometer langer linker und nordöstlicher Zufluss des Schafbaches im Westerwald.

## Geographie

### Verlauf
Der Schönberger Bach entspringt südlich von Höhn-Schönberg. Er fließt in Richtung Südwesten durch eine Wiesenlandschaft. Etwa einen Kilometer östlich von Höhn mündet er in den Schafbach.

### Flusssystem Elbbach
- Fließgewässer im Flusssystem Elbbach